# Short S.23
El Short Empire, denominació del fabricant Short S.23, va ser un hidroavió de transport de passatgers i correu britànic. Va ser àmpliament utilitzat entre el Regne Unit i les colònies a l'Àfrica, Àsia i Austràlia durant els anys 30 i 40 del segle xx. A més a més també s'utilitzà en línies regulars a les Bermudes i la ciutat de Nova York. Va ser fabricat per l'empresa Short Brothers i desenvolupat en paral·lel al patruller militar Short Sunderland, tots dos serien utilitzats durant la Segona Guerra Mundial.

## Llista d'avions
| Registre | Nom                     | Operador                                                                                                  |
| S.23     |                         | |
| G-ADHL   | Canopus                 | Imperial Airways/BOAC                                                                                     |
| G-ADHM   | Caledonia               | Imperial Airways, després BOAC                                                                            |
| G-ADUT   | Centaurus               | Imperial Airways després a la Royal Australian Air Force (RAAF) l'any 1939                                |
| G-ADUU   | Cavalier                | Imperial Airways, s'estavellà el 21 de gener de 1939 en ruta a les Bermudes. 3 víctimes, 10 supervivents. |
| G-ADUV   | Cambria                 | Imperial Airways, després BOAC                                                                            |
| G-ADUW   | Castor                  | Imperial Airways, després BOAC                                                                            |
| G-ADUX   | Cassiopea               | Imperial Airways, later BOAC                                                                              |
| G-ADUY   | Capella                 | Imperial Airways                                                                                          |
| G-ADUZ   | Cygnus                  | Imperial Airways                                                                                          |
| G-ADVA   | Capricornus             | Imperial Airways                                                                                          |
| G-ADVB   | Corsair                 | Imperial Airways, després BOAC                                                                            |
| G-ADVC   | Courtier                | Imperial Airways                                                                                          |
| G-ADVD   | Challenger              | Imperial Airways                                                                                          |
| G-ADVE   | Centurion               | Imperial Airways                                                                                          |
| G-AETV   | Coriolanus              | Imperial Airways, després BOAC, a QANTAS l'any 1942                                                       |
| G-AETW   | Calpurnia               | Imperial Airways. Estavellat i enfonsat al llac Habbaniyah a l'Iraq el 27 de novembre de 1938             |
| G-AETX   | Ceres                   | Imperial Airways, després BOAC                                                                            |
| G-AETY   | Clio                    | Imperial Airways, després BOAC, a la Royal Air Force (RAF) l'any 1940                                     |
| G-AETZ   | Circe                   | Imperial Airways, després BOAC; desaparegut el 28 de febrer de 1942                                       |
| G-AEUA   | Calypso                 | Imperial Airways, a QANTAS l'any 1939 sense que s'utilitzés, es traspassà a la RAAF                       |
| G-AEUB   | Camilla                 | Imperial Airways, després BOAC - a QANTAS                                                                 |
| G-AEUC   | Corinna                 | Imperial Airways, després BOAC                                                                            |
| G-AEUD   | Cordelia                | Imperial Airways, després BOAC, a la RAF l'any 1940 (as AX660), retornat a la BOAC l'any 1941             |
| G-AEUE   | Cameronian              | Imperial Airways, després BOAC                                                                            |
| G-AEUF   | Corinthian              | Imperial Airways, després BOAC                                                                            |
| G-AEUG   | Coogee                  | Imperial Airways, a QANTAS l'any 1938, a la RAAF el 1939                                                  |
| G-AEUH   | Corio                   | Imperial Airways, a QANTAS el 1938 llavors a Imperial Airways el 1939                                     |
| G-AEUI   | Coorong                 | Imperial Airways, a QANTAS el 1938, a Imperial Airways el 1939                                            |
| G-AFBJ   | Carpentaria             | Imperial Airways, no utilitzat. Traspassat a QANTAS el 1937 llavors a BOAC el 1942                        |
| G-AFBK   | Coolangatta             | Imperial Airways no utilitzat. Traspassat a QANTAS el 1937 llavors a la RAAF el 1939                      |
| G-AFBL   | Cooee                   | Imperial Airways, no utilitzat. Traspassat a QANTAS el 1937 llavors a BOAC el 1942                        |
| S.30     |                         | |
| G-AFCT   | Champion                | Imperial Airways, després BOAC                                                                            |
| G-AFCU   | Cabot                   | Imperial Airways, a la RAF el 1939                                                                        |
| G-AFCV   | Caribou                 | Imperial Airways, a la RAF el 1939                                                                        |
| G-AFCW   | Connemara               | Imperial Airways                                                                                          |
| G-AFCX   | Clyde                   | Imperial Airways, després BOAC                                                                            |
| G-AFCY   | Captain Cook            | Imperial Airways, a TEAL l'any 1940                                                                       |
| G-AFCZ   | Australia després Clare | Imperial Airways, després BOAC                                                                            |
| G-AFDA   | Aotearoa                | Imperial Airways, a TEAL el 1940                                                                          |
| G-AFKZ   | Cathay                  | Imperial Airways, després BOAC                                                                            |
| S.33     |                         | |
| G-AFPZ   | Clifton                 | BOAC, RAAF i llavors a QANTAS el 1942                                                                     |
| G-AFRA   | Cleopatra               | BOAC |

## Operators

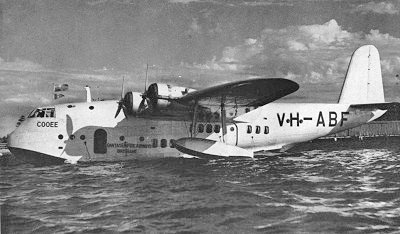
Short S.23 Cooee of Qantas - this aircraft is also pictured at the top of the page while later serving with BOAC, as G-AFBL

### Civil Operators
Austràlia
- Qantas

 Nova Zelanda
- TEAL

 Regne Unit
- Imperial Airways
- BOAC

### Operadors militars
Austràlia
- Royal Australian Air Force
  - No. 11 Squadron RAAF
  - No. 13 Squadron RAAF
  - No. 20 Squadron RAAF
  - No. 33 Squadron RAAF
  - No. 41 Squadron RAAF

 Regne Unit
- Royal Air Force
  - No. 119 Squadron RAF

## Especificacions (Shorts S.23)
Dades de The Encyclopedia of World Aircraft
Característiques generals
- Longitud: 88 peus
- Envergadura: 114 peus
- Alçada: 31 peus 9¾ polzades
- Pes buit: 23.500 lliures
- Pes màxim d'enlairament: 40.500 lliures
- Motors: 4×  motor radial Bristol Pegasus, 920 cv   cada un

 Rendiment 
- Abast: 760 milles
- Sostre de servei: 20.000 peus